# Marvel Anime
Marvel Anime é uma série  composta de quatro séries de anime produzida em  parceria com a Marvel Entertainment e o estúdio de animação  japonesa Madhouse. As quatro séries tem  12 episódios, com base em Homem de Ferro, Wolverine, X-Men e Blade, respectivamente, exibido no Japão no canal Animax, entre Outubro de 2010 e Setembro de 2011. Uma versão em Inglês foi ao ar na América do Norte no G4 entre julho de 2011 e abril de 2012. Cada uma das séries, guiado pelo escritor Warren Ellis, grande parte apresentada no Japão como cenário para o enredo.

## Homem de Ferro
Tony Stark vai para o Japão para produzir e mostrar o Homem de Ferro Dio, uma armadura com novo protótipo, que vai substituí-lo quando ele se aposentar. No entanto, o Homem de Ferro Dio sai do controle e cabe a Tony como Homem de Ferro para detê-lo, juntamente com uma organização chamada Sign. Homem de Ferro ainda ganha um aliado na JSDF operatório Capitão Nagato Sakurai que pilota a armadura Ramon Zero que seu grupo militar feito para ele e outras duas aliadas Nanami Ōta, uma repórter e Ichika Tanaka, grande amor de Stark. Nessa série teve a aparição de Logan, o Wolverine e Pepper Potts, apenas numa linha telefônica. Homem de Ferro logo descobre que seu velho amigo Ho Yinsen (que Tony pensou que estava morto em cima de sua primeira vez como Homem de Ferro) está vivo e está operando a armadura do Homem de Ferro Dio para realizar o grande objetivo do Zodiac. No fim da série, Sakurai descobre que Kuroda estava envolvido por trás dos fatos e assassina Sakurai e também usa Ichika como lavagem cerebral, a programando como um robô. Tony a salva e Ichika se sacrifica para por fim na organização Zodiac. Eis a lista de episódios e dubladores japoneses divulgados na série.

### Dubladores
Elenco japonês
- Keiji Fujiwara - Homem de Ferro/Tony Stark
- Hiroaki Hirata - Homem de Ferro Dio/Ho Yinsen
- Takako Honda - Dr. Ichika Tanaka
- Unshō Ishizuka - Rasetsu/Ministro da Defesa Kuroda
- Marina Inoue - Aki (ep. 8)
- Shizuka Itō - Nanami Ōta
- Yasuyuki Kase - Câncer (ep. 2)
- Rikiya Koyama - Wolverine/Logan
- Hiroe Oka - Pepper Potts
- Shuuhei Sakaguchi - Kawashima (ep. 4)
- Kenichi Suzumura - Sho (ep. 6)
- Jin Yamanoi - Ramon Zero/Capitão Nagato Sakurai

Elenco brasileiro
- Alexandre Marconatto - Homem de Ferro/Tony Stark
- Armando Tiraboschi - Homem de Ferro Dio/Ho Yinsen
- Raquel Marinho - Dr. Ichika Tanaka
- Marco Antônio Abreu - Rasetsu/Ministro da Defesa Kuroda
- Bianca Alencar - Aki (ep. 8)
- Tatiane Keplmair - Nanami Ōta
- Welington Lima - Câncer (ep. 2)
- Felipe Grinnan - Wolverine/Logan
- Paloma Mendonça - Pepper Potts
- Hermes Baroli - Kawashima (ep. 4)
- Daniel Figueira - Sho (ep. 6)
- César Marchetti - Ramon Zero/Capitão Nagato Sakurai
- Hamilton Ricardo - Editor Nomura
- Paulo Porto - Ichiro Masuda
- Fábio de Castro - Scorpion
- Walter Cruz - Professor Ohno
- Leonardo Camilo - Professor Yamaguchi
- Hélio Vaccari - Professor Michelinie
- Welington Lima - Nakai
- Guilherme Lopes - Righella
- Letícia Quinto - Maria
- Márcia Regina - Shehla
- Guilherme Lopes - Primeiro Ministro

### Lista de episódios
1. Homem de Ferro chega ao Japão

2. Encontre o Núcleo ausente

3. O Projeto Revivido

4. Uma torção da Memória, uma volta da Mente

5. Surto

6. Dificuldades técnicas

7. À mercê de meus amigos

8. A Filha do Zodíaco
 
9. Um duelo de Homem de Ferro

10. Pecados de Guerra
 
11. O Início do Fim

12. O Fim do Jogo

## Wolverine
Logan descobre que sua namorada Mariko Yashida (que desapareceu há um ano), foi levada para Tokio por seu pai Shingen (que é o chefe do crime japonês sindicato Kuzuryu e um fornecedor de AIM), a fim de fazê-la casar a força com Hideki Kurohagi. Wolverine vai em uma missão para resgatar Mariko e derrotar Shingen e Hideki enquanto encontrar alguns adversários ao longo do caminho. Contou com a ajuda de Asano que logo é morto no início da série, Yukio, uma assassina fria que vai em busca da cabeça de Shingen e Kikyo Mikage, que antes confronta Logan para depois ajudá-lo na série. Aparição também de antigos personagens como Omega Red e Scott Summers (Ciclope). No fim da série, Yukio consegue concretizar sua vingança e antes de morrer conta que foi ela que matou Asano, entretanto, Logan acaba perdendo seu grande amor Mariko. A série termina com Logan enfrentando Kikyo.

### Dubladores
Elenco japonês
- Rikiya Koyama - Wolverine/Logan
- Misato Fukuen - Min
- Masato Hagiwara - Kikyo Mikage
- Sho Hayami - Juó Kurohagi
- Takanori Hoshino - Vadhaka
- Tokuyoshi Kawashima - Kai
- Iemasa Kayumi - Koh
- Fumie Mizusawa - Agente Tsukino
- Toshiyuki Morikawa - Ciclope/Scott Summers
- Fumiko Orikasa - Mariko Yashida
- Ryuzaburo Ōtomo - Omega Red/Arkady Rossovich
- Romi Parque - Yukio
- Sayuri - Miyuki
- Hidekatsu Shibata - Shingen Yashida
- Kosuke Takaguchi - Agente de Machida, Ang
- Masaki Terasoma - Tesshin Asano
- Hiroshi Tsuchida - Agente Takagi
- Yuji Ueda - Homem da Cicatriz
- Kazuki Yao - Hideki Kurohagi

Elenco brasileiro
- Felipe Grinnan - Wolverine/Logan
- Priscila Franco - Min
- Felipe Zilse - Kikyo Mikage
- Alfredo Rollo - Agente Mashida
- Guilherme Lopes - Vadhaka
- Paulo Celestino - Koh
- Samira Fernandes - Agente Tsukino
- Roberto Rocha - Ciclope/Scott Summers
- Priscilla Concepcion - Mariko Yashida
- Guilherme Lopes - Omega Red/Arkady Rossovich
- Silvia Suzy - Yukio
- Sidney Lilla - Shingen Yashida
- Alfredo Rollo - Agente de Machida, Ang
- Rodrigo Araújo - Tesshin Asano
- Ricardo Sawaya - Agente Takagi
- Silvio Giraldi - Hideki Kurohagi

### Lista de Episódios
1. Mariko
 
2. Yukio

3. Kikyou

4. Omega Red

5. Asano

6. Min

7. Vadhaka

8. Koh

9. Caminho do Inferno
 
10. Shingen
 
11. Kurohagi
 
12. Logan

## X-Men
Após a morte de Jean Grey (que estava sendo controlado pelo Inner Circle - o Círculo Interno), os X-Men são reagrupados pelo Professor X para viajar para o Japão após o rapto da menina capaz de criar uma armadura e enfrentar os O-Men que estão sequestrando jovens mutantes, a fim de colher seus órgãos. Mas Scott ainda está deprimido pela morte de Jean e a única pessoa capaz de ter causado a morte de Jean é Emma Frost, antiga rival dos X-men. Durante sua luta com os U-Men, X-Men descobrem que alguns dos mutantes no Japão estão sofrendo com a "Síndrome de David Haller", que causa problemas para os mutantes durante a uma mutação secundária. Durante a série Hisako Ichiki entra no grupo dos X-Men e descobre que Mastermind foi o responsável pelos acontecimentos, como também faz com que Scott pensasse que Emma fosse a responsável pela morte de Jean e usa Takeo, filho de Charles Xavier e Yui Sasaki. Depois de derrotar Mastermind, Magneto escapa da prisão, deixando brechas para a continuação da série.

### Dubladores
Elenco japonês
- Toshiyuki Morikawa - Ciclope/Scott Summers
- Hideyuki Tanaka - Fera/Hank McCoy
- Aya Hisakawa - Tempestade/Ororo Munroe
- Rikiya Koyama - Wolverine/Logan
- Katsunosuke Hori - Professor X/Charles Xavier
- Yukari Tamura - Hisako Ichiki/Armor
- Kaori Yamagata - Emma Frost
- Yurika Hino - Jean Grey
- Haruhiko Jō - Mastermind
- Yoshiko Sakakibara - Yui Sasaki
- Atsushi Abe - Takeo Sasaki
- Yutaka Aoyama - Neuron
- Marina Inoue - Riko Nirasaki
- Katsuyuki Konishi - Kōichi Kaga
- Yuichi Nakamura - Marsh
- Rintaro Nishi - Jake
- Manabu Sakamaki - Rato
- Tomokazu Seki - Jun Sanada
- Wataru Takagi - Todd

### Lista de episodios
1. Retorno

2. U-Men
 
3. Armadura
 
4. Transformação
 
5. Poder
 
6. Conflito
 
7. Traição
 
8. Perdidos
 
9. Revelações
 
10. Contato
 
11. Vingança
 
12. Destino

## Blade
Eric Brooks, cujo codinome Blade é um "Andarilho do Dia" e caçador de vampiros que nasceu com sangue humano e vampiro em suas veias depois de um vampiro quando atacou sua mãe. Blade foi visitar o Japão em uma missão onde ele não só confronta Deacon Frost (o vampiro que matou sua mãe Tara Brooks), mas também vai contra "Existência", uma misteriosa organização de vampiros. Ele conta com a ajuda de Makoto, uma caçadora de vampiros que o perseguia para vingar seu pai morto por ele e também não gosta de ser chamada de "mocinha", Noah Van Helsing que fornece armas para Blade e Razor, um lobo selvagem que acompanha Blade, Logan que faz uma pequena aparição e Kikyou que tinha aparecido na série Wolverine que na verdade é colega de treino de Blade e aprendizes do professor Tanba Yagyu, que foi transmutado por Deacon, mas passa seus últimos ensinamentos antes de morrer. Blade é capturado e Makoto é transmutada, mas consegue salvar Blade antes de virar completamente uma vampira. Makoto pede para ser morta ao invés de se tornar vampira e ser desintegrada pela luz do sol. Noah, Kikyou e Blade em posse da soqueira de Makoto vão até o esconderijo de Deacon Frost e consegue sua vingança pelo que fez a sua mãe. Contudo, sua caça aos vampiros ainda não acabou.

### Dubladores
Elenco japonês
- Akio Ohtsuka - Blade/Eric Brooks
- Hisago Egawa - Saragi (ep. 6)
- Masato Hagiwara - Kikyo Mikage (ep. 8, 9, 12)
- Hiromi Igarashi - Alice (ep. 8)
- Ir Inoue - Vampiro Guarda (ep. 1)
- Tsutomu Isobe - Deacon Frost
- Rumi Kashahara - Vampira (ep. 1)
- Seizo Katou - Alto Presidente do Conselho (ep. 8, 11)
- Nanaho Katsuragi - Matthes
- Takuya Kirimoto - Jalāl (ep. 7)
- Rikiya Koyama - Wolverine/Logan (ep. 7)
- Kenji Fukuda - Edgar Frost (ep. 10)
- Yasunori Matsumoto - Ikeda (ep. 2)
- Junko Minagawa - Eric Brooks (jovem, ep 4.)
- Yutaka Nakano - Sergei (ep. 7)
- Michiko Neya - Lupit (ep. 5)
- Sayaka Ohara - Carol (ep. 4)
- Toru Okawa - Hayate (ep. 1)
- Osamu Saka - Noah Van Helsing
- Maaya Sakamoto - Makoto
- Shunsuke Sakuya - Stan (ep. 8)
- Biichi Sato - Cimarron (ep. 5)
- Takuma Suzuki - Vampiro Guarda (ep. 1)
- Tetsu Shiratori - Tanaka (ep. 1, 2)
- Ayahi Takagaki - Danas (ep. 5)
- Atsuko Tanaka - Tara Brooks
- Masahiko Tanaka - Detetive Sakomizu (ep. 2)
- Hiroki Tochi - Lucius Isaac
- Shinpachi Tsuji - Capitão MacRae (ep. 3, 4)
- Yuji Ueda - Agus (ep. 6)
- Ken Uo - Hagibis (ep. 5)
- Kenji Utsumi - Tanba Yagyu (ep. 9)
- Hiroshi Yanaka - Barão Howard (ep. 3)
- Seiko Yoshida - Yati (ep 6)
- Hiroyuki Yoshino - Radu (ep. 1)

### Lista de episódios
1. Seu nome, Blade

2. A Noite do estar, um luto pelos mortos
 
3. O Caçador de Vampiros
 
4. Dias de Infância
 
5. Luzes da Ilha
 
6. O homem de medicina mágica
 
7. Andarilho do Dia e Mutante
 
8. Apocalipse Eterno
 
9. Obrigações do Professor e Aluno
 
10. Para o Vórtice das Dores
 
11. Parceiros

12. O Outro Lado das Trevas

## Filmes
Após as séries de TV, a Madhouse produziu dois filmes de animação da Marvel:
- O primeiro foi  Iron Man: Rise of Technovore , um filme diretamente em vídeo dirigido por Hiroshi Hamasaki, que foi lançado em 16 de abril de 2013 nos Estados Unidos.[4]

- O segundo foi  Avengers Confidential: Black Widow & Punisher , que foi lançado em 25 de março de 2014 nos Estados Unidos.[5]